# El Prat (Sant Feliu de Pallerols)
El Prat és una obra del municipi de Sant Feliu de Pallerols (Garrotxa) inclosa en l'Inventari del Patrimoni Arquitectònic de Catalunya. Edifici civil amb teulada a dues vessants i orientada a nord. Predomina el material volcànic. A l'entrada hi ha una llinda datada el 1845, si bé la construcció d'una escala posterior la dissimula. A la banda dreta hi ha una masoveria i una cabana. A la masoveria s'accedeix per una escala feta amb pedra que conforma un arc. Al davant de la cabana hi ha una era ben conservada. Al cantó dret hi ha una eixida sostinguda per cinc arcades, dues de les quals estan tapiades. No es tenen notícies històriques, si bé per la forma i estructura devia ser construïda al segle xv. Existeix una carta d'un germà de l'hereu del Prat que anà a Manila i que és datada de 1857 i està dirigida al propietari del mas.